# Carl Decaluwé
Pour les articles homonymes, voir Decaluwé.
 (avril 2020).
Si vous disposez d'ouvrages ou d'articles de référence ou si vous connaissez des sites web de qualité traitant du thème abordé ici, merci de compléter l'article en donnant les références utiles à sa vérifiabilité et en les liant à la section « Notes et références ».
Carl Decaluwé est un homme politique flamand belge (membre de CD&V), né à Courtrai le 18 septembre 1960.

## Biographie
Après une licence de géographie économique à l'Université de Gand, il est coordinateur du service de l'agriculture et de la santé publique de la ville de Courtrai de 1984 à 1985, membre du parlement flamand depuis 1995, sénateur de la Communauté flamande en 1999 et conseiller municipal de Courtrai depuis 2001.
Il est chevalier de l'ordre de Léopold.
Le 16 décembre 2011, il est nommé gouverneur de la Flandre Occidentale, avec entrée en fonction le 1er février 2012. Il y succéda à Paul Breyne.